# Dielocroce vartianae
Dielocroce vartianae is een insect uit de familie van de Nemopteridae, die tot de orde netvleugeligen (Neuroptera) behoort. 
Dielocroce vartianae is voor het eerst wetenschappelijk beschreven door Hölzel in 1975.